# Slime Rancher
Slime Rancher — компьютерная игра-симулятор от первого лица на движке Unity в открытом мире с элементами приключенческого боевика, разработанная и выпущенная американской компанией Monomi Park. В январе 2016 года игра была доступна для покупки в раннем доступе Steam. Полная версия вышла 1 августа 2017 года на Windows, macOS, Linux, и Xbox One для консолей PlayStation 4 21 августа 2018 года, спустя 3 года 11 августа 2021 года стала доступна для Nintendo Switch. Продолжение, Slime Rancher 2, вышло в раннем доступе 22 сентября 2022 года для Windows и Xbox Series X/S.

## Сюжет и геймплей
Игрок управляет персонажем по имени Беатрикс ЛёБо — отважным молодым слаймоводом. Девушка решает провести всю оставшуюся жизнь на Беспредельном Запределье — планете, находящийся за тысячу световых лет от Земли. И вот проснувшись от продолжительного сна, игроку вместе с ней предстоит обустраивать ранчо, доставшееся от бывшего владельца Гобсона Твиллгерса, чьи заметки по ходу игры можно будет найти по всей карте, изучать окружающую среду планеты, собирать, кормить и разводить слаймов. Также по Звёздной почте с Беатрикс время от времени будет связываться её земной близкий друг Кейси, от которого можно будет узнать много нового о прежней жизни героини. Основной экономический аспект игры связан с кормлением слаймов соответствующими продуктами питания, чтобы они производили плорты, которые затем могут быть проданы в плортмаркете в обмен на ньюбаксы — валюту, необходимую для покупки улучшений на оборудование ранчо или на фермерские здания. Скармливая слаймам их любимую еду, можно получить по 2 плорта за раз. Путешествуя по миру игры и исследуя разные локации, обновляя при этом карту, игрок может собирать новых слаймов, еду для них и другие ресурсы, засасывая их своим вакуумным инструментом, так называемым ВакПаком (что-то вроде большого и мощного пылесоса с 4 отсеками и, позднее, отсеком для пресной воды). Чтобы держать слаймов на своём участке, игрок должен покупать и модернизировать загоны для собранных слаймов. Различные виды слаймов могут быть объединены и развиты путём скармливания нужному слайму, чужеродного плорта.
Типов слаймов в игре четыре:
- Обычные слаймы — они отличаются внешним видом, типом пищи и особенностями. Всех обычных слаймов можно скрещивать между собой, делая из них таких Ларго, которые будут наиболее выгодными игроку. Единственные обычные слаймы, которых нельзя скрестить с другими, это Лужа-слаймы, Огненные слаймы, более редкие Благоденственные слаймы и Золотые слаймы. Двух последних также нельзя поймать и они быстро исчезают. Все обычные слаймы дружелюбны по отношению к игроку, однако некоторые из них представляют опасность для игрока из-за своих особенностей, таких как шипы, взрывы, радиационное излучение.
- Ларго-слаймы — большие слайм-гибриды, от которых заметно больше выгоды, так как они производят по 2 плорта исходных слаймов за раз и 4, если кормить их любимой едой[7][8][9]. По отношению к игроку ведут себя также как и представляют ту же опасность, что и исходные слаймы. Путешествуя по разным регионам Беспредельного Запределья можно встретить так называемых Диких ларго — голодных и агрессивных по отношению к игроку слайм-гибридов. Если их покормить, они снова станут дружелюбными.
- Гордо-слаймы — гигантские неподвижные слаймы, состоящие из множества обычных слаймов. Абсолютно безвредны. Некоторые из них сидят на точке телепорта с локации. Внутри них как правило находятся ценные ресурсы и слайм-ключи, для получения которых нужно взорвать Гордо, накормив его до отказа нужной едой. Также гордо можно приманивать с помощью установленных ловушек.
- Варры — единственные злые слаймы в игре. Получаются, если Ларго-слайм съест ещё один чужеродный плорт. Эти большие чёрные слаймы всегда агрессивны по отношению к игроку. Едят других слаймов, за счёт чего размножаются, любимая еда - слаймоводы. Игрок может откачивать пресную воду из прудов и источников, чтобы противостоять Варру.

По ходу игры открываются новые возможности, такие как приобретение новых участков, обновление внешнего вида персонажа и фермы за счёт вложений в «7Zee Rewards Club», создание различных устройств в лаборатории (слаймонаука), вскрытие сокровищниц, покупка игрушек для слаймов и пр. Сама карта Беспредельного Запределья разделена на несколько регионов (подлокаций), к некоторым из которых нужно открывать доступ с помощью слайм-ключей.

### Режимы игры
- Приключение  — обычный режим игры. Игровой мир открыт для исследования. Нет серьёзных ограничений. Игрок может играть и развиваться, как ему нравится. Также игрок может выполнять задания от других слаймоводов совершая обмен ресурсами через терминал. Присутствует сюжет.
- Беззаботный — облегчённый приключенческий режим, в котором не появляются Варры, так как Ларго не будут есть чужеродные плорты.
- Гонка — режим, в котором нужно заработать как можно больше ньюбаксов за 5 дней. В режиме полностью отсутствует сюжет.

## Восприятие
| Иноязычные издания | Иноязычные издания |
| Издание            | Оценка             |
| ------------------ | ------------------ |
| LevelSkip          | [ 10 ]             |
| Games Mojo         | [ 11 ]             |
| TD Game Club       | 75/100             |
| Keen Gamer         | 83/100             |

| Сводный рейтинг    | Сводный рейтинг |
| Агрегатор          | Оценка          |
| ------------------ | --------------- |
| Metacritic         | 81/100          |
| Иноязычные издания |                 |
| Издание            | Оценка          |
| Destructoid        | 8,5/10          |
| Game Informer      | 8,5/10          |
| PC Gamer (UK)      | 65 %            |
| CGMagazine         | 10/10           |
| New Game Network   | 77 %            |

Ранняя версия Slime Rancher получила «в целом положительные» отзывы.
Хизер Александра из Kotaku заметила некоторые ошибки в игре, но сделала положительный обзор. Филлип Гроблер из LevelSkip, дал игре оценку в 4,3 из 5 звезд. В своём обзоре обозреватель рекомендует каждому лично поиграть в эту забавную игру. Стив Нильсен из Games Mojo поставил игре 4.4 из 5 звезд. В своём обзоре обозреватель похвалил геймплей игры и милое, уютное визуальное оформление, а также способность игры надолго увлечь игрока.
Полная версия игры получила оценку 81/100 на Metacritic. Рецензенты расценивают игру, как «что-то красочное и горько-сладкое, что удержит вас на много часов». Рецензенты также считают, что игра довольно расслабляющая и душевная, но однообразная, она успешно вписывается в тип затягивающих фермерских симуляторов, но не достигает высот своего поджанра.
По состоянию на май 2017 года было продано более 800 000 копий игры.
Летом 2018 года, благодаря уязвимости в защите Steam Web API, стало известно, что точное количество пользователей сервиса Steam, которые играли в игру хотя бы один раз, составляет 1 216 760 человек.

### Награды
| Год  | Награда                                               | Категория                   | Номинант  | Результат     |
| ---- | ----------------------------------------------------- | --------------------------- | --------- | ------------- |
| 2017 | Golden Joystick Awards                                | «Лучшая инди-игра»          | Номинация | [ 22 ]        |
| 2017 | Golden Joystick Awards                                | Xbox Game of the Year       | Номинация | [ 22 ]        |
| 2017 | The Game Awards 2017                                  | «Лучшая дебютная инди-игра» | Номинация | [ 23 ]        |
| 2018 | National Academy of Video Game Trade Reviewers Awards | Game, Original Action       | Номинация | [ 24 ] [ 25 ] |
| 2018 | National Academy of Video Game Trade Reviewers Awards | Game, Simulation            | Номинация | [ 24 ] [ 25 ] |
| 2018 | 14th British Academy Games Awards                     | «Дебютная игра»             | Номинация | [ 26 ] [ 27 ] |